# Leopold Alexander
Leopold „Leo” Alexander (ur. 11 października 1905 w Wiedniu, zm. 20 lipca 1985 w Weston) – austriacko-amerykański lekarz psychiatra pochodzenia żydowskiego.

## Życiorys
Urodził się 11 października 1905 w Wiedniu jako syn Gustava Alexandra, znanego w mieście lekarza pochodzenia żydowskiego i profesora nadzwyczajnego otolaryngologii.
W 1920 zdał maturę. Następnie ukończył studia w Szkole Medycznej Uniwersytetu Wiedeńskiego, gdzie jako student zajmował się chorobami dziedzicznymi i funkcjonowaniem mózgu.
W 1932 jego ojciec został zabity przez pacjenta, zmarła także jego matka. W 1933, ze względu na sytuację materialną, wyjechał do Peiping Union Medical College w Pekinie, gdzie wykładał i prowadził badania z dziedziny neuropsychiatrii. Po dojściu Hitlera do władzy zdecydował się wyemigrować do Stanów Zjednoczonych.
W czerwcu 1934 podjął pracę neuropsychiatry w szpitalu w Bostonie oraz pracę wykładowcy na Harvard University, gdzie prowadził badania w zakresie eugeniki.
W 1936 ożenił się z Phyllis Elorą Harrington, z którą miał troje dzieci. Po przystąpieniu Stanów Zjednoczonych do wojny z Niemcami wstąpił do United States Army i po odbyciu przeszkolenia wojskowego został wysłany, w październiku 1943, do Wielkiej Brytanii, podejmując pracę w szpitalu wojskowym jako neuropsychiatra.
Po II wojnie światowej, jako biegły medyczny prokuratury w procesie lekarzy w Norymberdze, który odbył się w latach 1946–1947, zaprezentował czterech świadków, na których przeprowadzono eksperymenty „medyczne” w obozie koncentracyjnym KL Ravensbrück. Jego wiedza na temat nazistowskiego środowiska lekarskiego okazała się także bezcenna w gromadzeniu materiałów oskarżycielskich.
Doświadczenia zbrodni nazistowskich skłoniły go do stworzenia Kodeksu Norymberskiego, którego współautorem był dr Andrew C. Ivy. Kodeks Norymberski określa zasady dopuszczalności eksperymentów medycznych na ludziach.
Po powrocie do Stanów Zjednoczonych do końca życia próbował zgłębić psychikę zbrodniarzy hitlerowskich. Był autorem ponad dwustu publikacji z zakresu doświadczeń medycznych i neuropsychiatrii. W latach 50. XX w. był inicjatorem zorganizowania pomocy medycznej ofiarom eksperymentów w Ravensbrück.
Zmarł na raka w Weston w 1985.